# ミュージカル天外魔境夢まつり
『ミュージカル天外魔境夢まつり』は、1995年12月21日にデータム・ポリスターから発売された音楽CDである。

## 概要
1995年の夏にハドソンが実施したハドソン全国キャラバン「劇場空間天外ごっこ 誰がハドソン夢まつり'95」に使用された楽曲が収録されている。同年12月に発売されるゲーム『天外魔境ZERO』を主題とし、『鮫亀』、『ボンバーマンシリーズ』、『桃太郎シリーズ』のイメージソング及びコマーシャルソングを収録している。

## 収録曲
1. 開演（ナレーション）
ナレーション：飛田恵里
2. 天外魔境のテーマ
作曲：田中公平
※PCエンジンSUPER CD-ROM2用ソフト『天外魔境 風雲カブキ伝』タイトル曲
3. 私は水貴（ナレーション）
ナレーション：飛田恵里
4. 神故にかなわず
作詞：裕宝、作曲：田中公平、歌：天神（山口史人）、水貴（飛田恵里）
5. 貴方が見たい（ナレーション）
ナレーション：飛田恵里
6. 鏡 水貴のテーマ
作詞：広井王子、作曲：田中公平、編曲：後藤勇一郎、歌：飛田恵里
7. 旅（ナレーション）
ナレーション：飛田恵里
8. 人生の分岐道
作詞：岡かすみ、作曲：龍淵雄司、歌：天神（山口史人）、水貴（飛田恵里）
9. 時の流れ（ナレーション）
ナレーション：飛田恵里
10. Say Yeah! KABUKI!
作詞：広井王子、作曲：田中公平、歌：カブキ団十郎（石渡譲二）
11. 祭り（ナレーション）
ナレーション：飛田恵里
12. お江戸カブキ音頭
作詞：広井王子、作曲：田中公平、歌：カブキ団十郎（石渡譲二）
13. 明日に向かって（ナレーション）
ナレーション：飛田恵里
14. 未来（あした）の太陽
作詞：原真弓、作曲：笹川敏幸[注 1]、歌：火眼（清水美幸）
15. 水貴の心（ナレーション）
ナレーション：飛田恵里
16. サメラブ（Same Love）
作詞：岡かすみ、作曲：弾厚作、歌：清水美幸
※スーパーファミコン用ソフト『鮫亀』イメージソング
17. 足下兄弟の歌？（ナレーション）
ナレーション：飛田恵里
18. 愛される守銭奴
作詞：広井王子、作曲：田中公平、歌：赤丸（杉山佳寿子）とアキンドーズ
※『天外魔境 風雲カブキ伝』の挿入歌、「永遠のサングエ」（作詞：広井王子、作曲：田中公平、編曲：岸村正実、歌：神谷明）の歌詞を変更したもの。
19. ボンバーマン（ナレーション）
ナレーション：飛田恵里
20. あんたがたどこさボンバーマン
作詞：裕宝、作曲：杉原葉子、歌：ボンバーマン（杉山佳寿子）
21. ハニーちゃん（ナレーション）
ナレーション：飛田恵里
22. ちょっとね
作詞：岡かすみ、作曲：杉原葉子、歌：ハニー（高橋千代美）
23. 桃太郎（ナレーション）
ナレーション：飛田恵里
24. 愛と勇気の讃え歌
作詞：岡かすみ、作曲：関口和之、歌：桃太郎（井元由香）
25. ハドソン一座（ナレーション）
ナレーション：飛田恵里
26. 今日の日はさようなら
作詞：金子詔一、作曲：金子詔一、歌：ハドソン一座全員
27. 終演（ナレーション）
ナレーション：飛田恵里

## スタッフ
- Executive Producer：工藤裕司（ハドソン）
- Producer & Director：筧行夫（データム・ポリスター）
- Co-Producer：今井丈雄（ハドソン）
- Recording Engineer：宮本和彦
- Masterring Engineer：阿部健司
- Music Coordination：田中公平（イマジン）
- Recording Advisor：笹川敏幸（ハドソン）
- Art Direction & Design：裕宝（BeeKeeper）
- Photography：吉野高司（ハドソン）
- Special Thanks：ファンハウス、クリエーションハウス、レッドカンパニー、I&S

## 出演
ハドソン全国キャラバン「劇場空間天外ごっこ 誰がハドソン夢まつり'95」における出演者。
- カブキ団十郎：石渡譲二
- 桃太郎：井元由香
- ハニー：高橋千代美
- 白ボンバー：猫俣博志
- 黒ボンバー：真木仁
- 赤丸（金銀研究所所長）：杉山佳寿子
- 青丸（赤丸の弟子）：高山元気
- コテツ（ハニーの家来）：村田鉄信
- ヒガン（火眼）：清水美幸
- スバル（昴）：岡部令子
- 天神：山口史人
- 水貴：飛田恵里
- 怒鬼：真木仁
- 不知火：猫俣博志
- 樹里：相馬都
- 沙羅：川口幸子
- 銀次（スリの銀次）：坂本つとむ
- 貧乏神：大塚ひろき
- 魔術ボンバー（マジックボンバー）：ケン正木、翼秀樹
- 行商の寅：青空はね太
- 寅の弟子・子猫：高山元気
- 座長：荒井注